# Dan Radtke
Dan Radtke (ur. 30 grudnia 1963 w Finsterwalde) – niemiecki kolarz szosowy, do zjednoczenia Niemiec reprezentujący barwy NRD, brązowy medalista mistrzostw świata.

## Kariera
Największy sukces w karierze Dan Radtke osiągnął w 1986 roku, kiedy wspólnie z Uwe Amplerem, Uwe Raabem i Mario Kummerem zdobył brązowy medal w drużynowej jeździe na czas na mistrzostwach świata w Colorado Springs. Był to jednak jedyny medal wywalczony przez niego na międzynarodowej imprezie tej rangi. Na tych samych mistrzostwach zajął też 61. miejsce w wyścigu ze startu wspólnego amatorów. W 1981 roku zdobył drużynowo złoty medal na mistrzostwach świata juniorów. Ponadto wygrał między innymi niemiecki Rheinland-Pfalz Rundfahrt w 1983 roku, a rok później był najlepszy we francuskim Ruban Granitier Breton. Trzykrotnie zdobywał medale szosowych mistrzostw kraju, ale nigdy nie zwyciężył. Nigdy też nie wystartował na igrzyskach olimpijskich. W 1994 roku zakończył karierę.